# Wolong (sockenhuvudort i Kina, Hubei Sheng, lat 30,91, long 113,90)
Wolong (kinesiska: 卧龙, 卧龙乡) är en sockenhuvudort i Kina. Den ligger i provinsen Hubei, i den centrala delen av landet, omkring 52 kilometer nordväst om provinshuvudstaden Wuhan. Antalet invånare är 43 584. Befolkningen består av 20 919 kvinnor och 22 665 män. Barn under 15 år utgör 12,0 %, vuxna 15-64 år 76 %, och äldre över 65 år 10,0 %.
Runt Wolong är det mycket tätbefolkat, med 1 095 invånare per kvadratkilometer. Närmaste större samhälle är Xiaogan, 3,5 km nordost om Wolong. Trakten runt Wolong består till största delen av jordbruksmark.
Genomsnittlig årsnederbörd är 1 441 millimeter. Den regnigaste månaden är juli, med i genomsnitt 203 mm nederbörd, och den torraste är december, med 19 mm nederbörd.